# Angelo Camillo Maine
Angelo Camillo Maine (Genova, 24 dicembre 1892 – Genova, 14 gennaio 1969) è stato uno scultore italiano.

## Biografia
Nacque a Genova da Giacomo e Maria Chiarella. Studiò presso l'Accademia ligustica di belle arti e proseguì da autodidatta. Di Maine è nota principalmente l'attività degli anni trenta e degli anni quaranta del XX secolo. Nei primi anni venti realizzò opere in stile decò, principalmente sculture e oggetti in metallo, coppe d'argento ed elementi d'arredo. Collaborò a lungo con lo scultore genovese Pietro Albino, il quale aveva aperto una fonderia a Quinto al Mare, dove lavorò per diversi anni. 
Nel 1927 espose alla III Biennale di Monza e nel 1930 alla Biennale di Venezia. Dal 1932 al 1941 realizzò opere legate al tema della biologia marina, alla quale si appassionò anche grazie all'amicizia con lo zoologo Raffaele Issel. Nel 1933 espose alla III Mostra d'arte del Sindacato regionale fascista di belle arti della Liguria e alla I Intersindacale di Firenze. Nel 1936 tornò alla Biennale di Venezia, dove espose l'opera in bronzo Stigmatotheuthis, successivamente collocata alla Galleria d'arte moderna di Genova. 
Nel 1937 ricevette una medaglia d'argento all'Esposizione internazionale di Parigi e partecipò con l'opera Pesce abissale alla Sindacale Genovese. Nel 1941 partecipò alla III Sindacale di Milano con l'opera Madriade, poi acquistata dalla Galleria d'arte moderna di Genova. Negli anni successivi partecipò nuovamente alla Biennale di Venezia: nel 1942 con Gorilla, nel 1948 con Testa di Cristo e nel 1954 con i bronzi Ritratto, Uomo antico e Guerriera e fu presente alle Quadriennali di Roma del 1943, 1948 (rassegna nazionale delle arti figurative), 1955, 1959 e 1965.  
Dal 1949 in poi espose a Buenos Aires, Córdoba, Montevideo e nel 1962 in Iugoslavia, a Zagabria e a Belgrado. 
Le ultime esposizioni di Maine furono a Carrara nel 1965 e alla Galleria Carlevaro di Genova, dove presentò una collezione di acqueforti. Negli anni successivi venne nominato membro dell'Accademia ligustica di belle arti di Genova e dell'Accademia delle arti del disegno di Firenze.